# Ампенан
Ампена́н (індонез. Ampenan) — один з 6 районів міста Матарам провінції Західна Південно-Східна Нуса у складі Індонезії.
Населення — 80281 особа (2012; 78779 в 2010).

## Адміністративний поділ
До складу району входять 10 селищ:
| Населений пункт     | Населення, осіб (2010) |
| ------------------- | ---------------------- |
| Ампенан Південний   | 7948                   |
| Ампенан Північний   | 6553                   |
| Ампенан Центральний | 9783                   |
| Банджар             | 6630                   |
| Бінтаро             | 7449                   |
| Даян-Пекен          | 9038                   |
| Кебон-Сарі          | 8322                   |
| Педжаракан-Кар'я    | 5728                   |
| Педжерук            | 8996                   |
| Таман-Сарі          | 8332                   |